# (37538) 1981 EK3
1981 EK3 (asteroide 37538) é um asteroide da cintura principal. Possui uma excentricidade de 0.11693760 e uma inclinação de 5.89497º.
Este asteroide foi descoberto no dia 2 de março de 1981 por Schelte J. Bus em Siding Spring.